# Godwin Ekhart
Godwin Ekhart, in arte "Ekhard", (Kalwang, 8 aprile 1932 – Vienna, 1995), è stato un pittore austriaco, uno dei componenti del Junge Gruppe di Graz e allievo di Oskar Kokoschka,

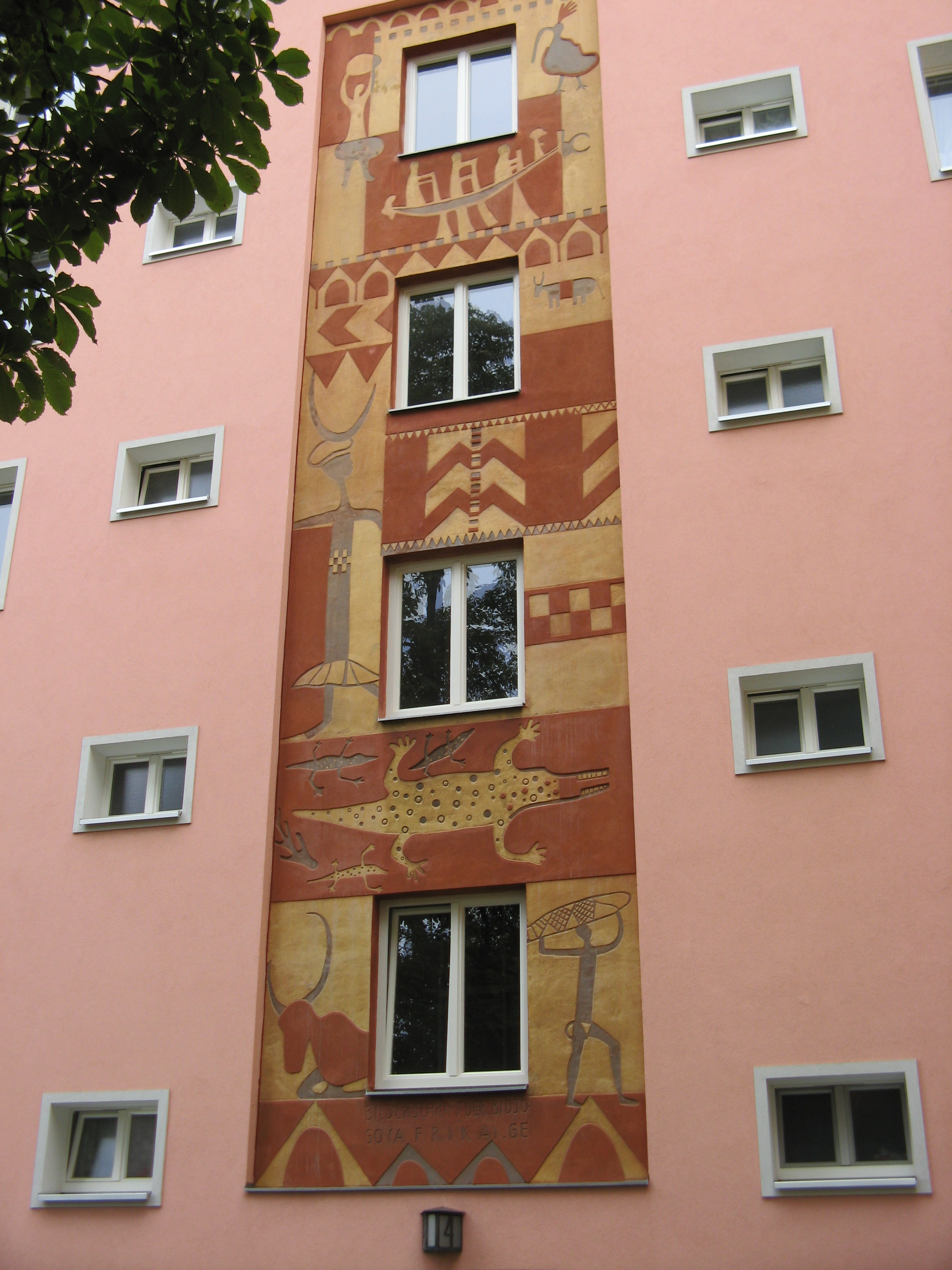
Sgraffito di Godwin Ekhart da Vienna

Albert Paris Gütersloh, esponenti del realismo fantastico austriaco, diverrà in seguito uno degli esponenti del neo-manierismo, di Renè Hocke.

## Biografia
Godwin Ekhart, in Stiria e frequenterà la Kunstgewerbeschule di Graz, presso la cattedra dell'artista Rudolf Szyskowitz e dal 1952 al 1954 presso l'Accademia di Arti Applicate di Vienna con 
Albert Paris Gutersloch.
Nel 1954 andrà, grazie ad una borsa di studio, alla "Scuola del Vedere"  dove sarà seguito da Oscar Kokoschka.
Questi incontri, saranno decisivi per il percorso dell'artista.
Ekhard entrerà a far parte del Jungen Gruppe di Graz, della Secessione di Graz e del Neuen Wiener Hagenbundens. È stato protagonista ed ha partecipato a numerosissime mostre individuali e collettive, in Italia e all'estero.
Si trasferirà a Roma negli anni sessanta dove verrà seguito da critici quali 
Giulio Carlo Argan, Gustav René Hocke, M. Venturoli e F. Menna.
Godwin Ekhard è maestro nella tecnica, appresa sicuramente dagli artisti che facevano capo al "Art Club" di Vienna e che venivano definiti "feticisti della tecnica", tale feticismo e/o abilità sarà sempre riscontrabile in Godwin Ekhard e nelle sue sperimentazioni artistiche, queste ultime vedranno l'artista impegnato e compartecipe di molti movimenti che però verranno inglobati e rivisitati con un carattere personale. Nell'opera di Ekhard sono infatti riconoscibili più fasi: da quella espressionista a quella realistico fantastica, neo-manierista fino ad arrivare alla sintesi pittorica, senza mai dimenticare, in qualità di artista austriaco, di prendere stimoli dall'arte del passato da Böcklin a Klinger fino al Tiepolo, Bernini e Borromini.
Temi fondamentali: la ricerca della compenetrazioni fra le arti, l'attento studio del colore come espressione del sentimento, la delicata velatura ed attenzione per il particolare, le immagini associate come nel sogno ma in un lucido pensiero, la donna come icona della vita, la dualità fra nascita e morte, l'ironia critica ed il senso del grottesco.
Artista eclettico oltre al suo lavoro che lo vide impegnato nella pittura, scultura e ultima ma non per importanza l'opera grafica, viene anche ricordato in qualità di musicista jazz dal maestro Mario Schiano, quando Ekhart andava a suonare al Folkstudio di Roma.

## Mostre personali
- 1954 Neuer Hagenbund, Vienna
- 1956 Galleria Staatsdruckerei, Vienna
- 1957 Museo di Leoben, Austria
- 1958 Neuer Hagenbund, Vienna
- 1961 Osterreichischen Staatsdruckerei
- 1966 Galleria 16, Graz
- 1976 Neue Galerie am landesmuseum Joanneum, Graz
- 2001 Galleria Nazionale d'Arte Moderna di Roma "Donazione di 11 grafiche"

## Mostre collettive
- 1954 Neuer Hangenbund, Bruxelles
- 1957 Third international Contemporary Art Exhibition, New Delhi
- 1960 Grafici austriaci, San Paulo
- 1968 VI Biennale Romana, Palazzo delle Esposizioni, Roma
- 1972 Biennale della grafica, Palazzo Strozzi, Firenze

## Opere
Alcuni musei dove si trovano le sue opere:
- Graphische Sammlung Albertina
- Kupferstichkabinett der Akademie der bildenden Künste di Vienna
- Museo de Sao Paulo
- Wolfgang Gurlitt Museum
- Neue Galerie der Stadt Linz
- Landesmuseum Oldenburg
- Università di Urbino
- Musei Vaticani
- Museo di Roma
- Galleria Nazionale d'Arte Moderna di Roma